# Ochrocephala imatongensis
Ochrocephala imatongensis es la única especie del género monotípico de plantas con flores Ochrocephala perteneciente a la familia Asteraceae.

## Descripción
Es una especie herbácea a subarbustiva perenne con tallos no ramificados cinéreotomentosos que pueden llegar a medir cerca de 2.5 m de altura. Las hojas, alternas y centimetricamente pecioladas, tienen el limbo ovalado y los márgenes denticulados; miden unos 12-18 por 8 cm y, cuando jóvenes, tienen el haz glabro y el envés tomentoso y los nervios prominentes. Los capítulos, solitarios, son grandes, de 4.5 por 4 cm hasta 6 por 6 cm y con las brácteas del involucro terminadas en apéndices anchos externos redondeados y laciniados de color marfil, mientras los más internos son acuminados; dichas brácteas rodean un receptáculo densamente setoso donde están implantados flósculos hermafroditos con el tubo de la corola de unos 2.5 y el limbo de 1.2 cm, mientras las anteras son centimétricas. El cuerpo de las cipselas, de unos 10 mm, son angulosas y oblongas y el vilano doble que consiste en numerosas cerdas denticuladas, las externas cortas y las internas de hasta casi 3 cm, siendo estas últimas  más grandes.

## Distribución y hábitat
El área de distribución nativa de esta especie se extiende desde África central y oriental (especialmente en Etiopía, República Democrática del Congo, Sudán, Sudán del Sur y Uganda) hasta la India. Crece en praderas de media altitud y en matorrales en borde de bosques en el bioma tropical estacionalmente seco.

## Taxonomía
El género fue descrito por Manfred Dittrich y publicado en Botanische Jahrbücher für Systematik, Pflanzengeschichte und Pflanzengeographie 103(4): 476, en 1983.
La única especie fue descrita inicialmente como Centaurea imatongensis por William Raymond Philipson y publicada en Journal of Botany, British and Foreign 77, 232, en 1939, actualmente, es tanto un sinónimo como el basónimo de esta; y ulteriormente sería atribuida al género Ochrocephala por Manfred Dittrich en Botanische Jahrbücher für Systematik, Pflanzengeschichte und Pflanzengeographie 103(4): 477, en 1983. Los posteriores estudios citológicos confirmaron que era un género aparte en el «Grupo Rhaponticum».

#### Etimología
Ochrocephala: nombre genérico que deriva de la combinación de los vocablos griegos ὤχρα (ṓkhra): "de color amarillento, ocre", y χεφαλαίον, -i (cĕphǎlaeum, -i); "cabeza"; "cabeza amarilla, ocre", en referencia probablemente por el color de los capítulos de la especie.
imatongensis: epíteto geográfico que alude a su localización en las Montañas Imatong, de donde proviene el tipo original.